# Onukigallia arisana
Onukigallia arisana är en insektsart som beskrevs av Matsumura 1912. Onukigallia arisana ingår i släktet Onukigallia och familjen dvärgstritar. Inga underarter finns listade i Catalogue of Life.